# Tihana Jurić
Tihana Jurić (rođ. Tihana Abrlić, Tihana Abrlić Jurić) Zagreb, 11. srpnja 1976.) je bivša hrvatska košarkašica, članica hrvatske košarkaške reprezentacije.

## Karijera

### Klubovi
Igrala je za zagrebačku Dubravu, šibenski Jolly i druge.

### Reprezentacija
Sudjelovala je na završnim turnirima europskih prvenstava i na Mediteranskim igrama.
Osvojila je zlato na Mediteranskim igrama 1997. godine.
Sudjelovala je na EP 1999. godine.
2008. je bila u skupini igračica koje su izborniku Nenadu Amanoviću otkazale poziv za pripreme za EP 2009.